# Новотроицкое (Ореховский район)
Новотро́ицкое (укр. Новотроїцьке) — село,
Новотроицкий сельский совет,
Ореховский район,
Запорожская область,
Украина.
Код КОАТУУ — 2323986201. Население по переписи 2001 года составляло 355 человек.
Является административным центром Новотроицкого сельского совета, в который, кроме того, входят сёла
Блакитное,
Весёлое,
Жёлтая Круча,
Новорозовка и
Славное.

## Географическое положение
Село Новотроицкое находится на расстоянии в 1,5 км от села Ясная Поляна и в 2-х км от села Новорозовка.
По селу протекает пересыхающий ручей с запрудой.

## История
- 1870 год — дата основания выходцами из села Жеребец (ныне — село Таврическое).

## Экономика
- «Новотроицке», ООО.

## Объекты социальной сферы
- Школа I ст.
- Детский сад.
- Дом культуры.
- Фельдшерско-акушерский пункт.

## Достопримечательности
- Братская могила 6 советских воинов.